# Сан-Жозе-ду-Вали-ду-Риу-Прету
Сан-Жозе-ду-Вали-ду-Риу-Прету (порт. São José do Vale do Rio Preto) — муниципалитет в Бразилии, входит в штат Рио-де-Жанейро. Составная часть мезорегиона Агломерация Рио-де-Жанейро. Входит в экономико-статистический  микрорегион Серрана. Население составляет 19 439 человек на 2007 год. Занимает площадь 239,950 км². Плотность населения — 81,0 чел./км².

## История
Город основан 15 декабря 1987 года.

## Статистика
- Валовой внутренний продукт на 2005 год составляет 130 966 тысяч реалов (данные: Бразильский институт географии и статистики).
- Валовой внутренний продукт на душу населения на 2005 год составляет 6046,00 реалов (данные: Бразильский институт географии и статистики).
- Индекс развития человеческого потенциала на 2000 год составляет 0,720 (данные: Программа развития ООН).

## География
Климат местности: горный тропический. В соответствии с классификацией Кёппена, климат относится к категории Cwa.